# Eduardo Teixeira Pinto

Eduardo da Costa Teixeira Pinto (Amarante, 1933 - 2009) foi um fotógrafo português.
Filho de Joaquim Teixeira Pinto (Amarante, 1903 - 1986) e de Adelina da Costa Taveira (Amarante, 1904 - 1985).

## História
Eduardo da Costa Teixeira Pinto nasceu na freguesia de S. Gonçalo, Amarante, em 29 de Abril de 1933. Filho de Joaquim Teixeira Pinto e Adelina da Costa Taveira. Irmão mais novo de José da Costa Teixeira Pinto e Aristides da Costa Teixeira Pinto, herdou do seu pai - também fotógrafo e fundador da empresa «Foto – Arte» em 1930, situada em Amarante - o prazer de fotografar.
Começou a tirar as suas primeiras fotografias profissionais em 1950, tornando-se expositor desde 1953 em vários salões de fotografia nos cinco continentes. Entre outros países expôs em Portugal, Espanha, Alemanha, Áustria, Inglaterra, Estados Unidos. Canadá, Jugoslávia, Angola, Brasil, Bélgica, Moçambique, Cabo Verde, Macau, França, Itália e Austrália. Dedicou toda a sua vida à arte fotográfica.
A sua longa experiência de toda uma vida e o seu olhar poético sobre a realidade fizeram de si um dos melhores e mais galardoados fotógrafos portugueses do século XX. A sua obra aborda diversos temas, com destaque para a natureza e a figura humana que tão bem soube conciliar. Com fotografias como «Rodopio», «Igreja de S. Gonçalo», «De Regresso», «Tema de Pintores», «Matinal», «Quietude» e «Tranquilidade», entre outras, obteve inúmeros prémios em Portugal e no estrangeiro. 
Ao longo dos mais de cinquenta anos dedicados à fotografia conquistou inúmeros primeiros, segundos e terceiros prémios, além de imensas menções honrosas, troféus e medalhas, nomeadamente o Grande Prémio Camões (1960) – uma das mais altas distinções a nível nacional.
Foi membro ativo de diversas comunidades de fotógrafos, nomeadamente «Associação Fotográfica do Porto», «Grupo Câmara» (Coimbra) e «Associação Fotográfica do Sul» (Évora).
Falecido no dia 4 de Janeiro de 2009, Eduardo Teixeira Pinto era avesso a homenagens e distinções. Deixou um espólio fotográfico de valor incalculável.
Em dezembro de 2010 foi publicado o livro, «Eduardo Teixeira Pinto – a poética da imagem», numa edição com o patrocínio total da empresa MOTA – ENGIL. Catálogo dedicado à obra do fotógrafo, que consta de cerca de 230 fotografias agrupadas por temas: O Rio, A Nossa Terra, A Nossa Gente, As Festas e Outros Olhares.
Em dezembro de 2016 foi publicado o livro «Parque Florestal de Amarante, uma Obra Centenária», numa edição da Câmara Municipal de Amarante, em dois volumes - «Olhares Intemporais de Joaquim Teixeira Pinto» e «Olhares Intemporais de Eduardo Teixeira Pinto» - que conta a história dos cem anos do Parque Florestal de Amarante através das fotografias de Joaquim Teixeira Pinto e Eduardo Teixeira Pinto.
«O prazer de fotografar», «A criança sob o olhar de Eduardo Teixeira Pinto», «Sensibilidades», «aos olhos de Eduardo» e «Saudades», são cinco exposições itinerantes, com uma seleção de fotografias representativas do percurso do autor, que percorrem Portugal e Espanha desde novembro de 2008 e têm como objetivo promover a divulgação do vasto espólio de Eduardo Teixeira Pinto. 
Por iniciativa da Câmara Municipal de Amarante, o Museu Municipal Amadeo de Souza-Cardozo, localizado nesta cidade, possui uma sala dedicada à obra de Eduardo Teixeira Pinto, aberta ao público desde setembro de 2011.
A Casa da Granja – Espaço Cultural e Museológico, onde se encontra instalada a Associação para a Criação do Museu Eduardo Teixeira Pinto, possui uma sala dedicada ao fotógrafo, onde pode ser visto um pouco do seu espólio, aberta ao público desde agosto de 2017. 

## Fotos
- Galerias de Antero de Alda

## Livros
- Eduardo Teixeira Pinto - A Poética da Imagem / Edição: Mota-Engil, Dezembro de 2010. ISBN 978-989-95559-4-5 [1]
- Parque Florestal de Amarante Uma Obra Centenária / Trata-se de uma obra com 237 fotografias e composta por dois volumes: Volume 1: olhares intemporais de Joaquim Teixeira Pinto, até ao início dos anos 50, e Volume 2: olhares intemporais de Eduardo Teixeira Pinto / Edição: Câmara Municipal de Amarante / Iniciativa da Associação para a Criação do Museu Eduardo Teixeira Pinto, Dezembro de 2016. ISBN 978-989-8141-77-4 [2]

## Museu Amadeo Souza-Cardoso | Exposição Permanente
A família de Eduardo Teixeira Pinto ofereceu ao Museu Amadeo de Souza-Cardoso, 13 fotografias daquele artista, as quais constituem a exposição permanente do núcleo de fotografia, patente no primeiro piso daquele equipamento cultural.
Dotado de espaços para pintura e escultura, o Museu Amadeo de Souza-Cardoso oferece mais uma área de expressão artística – a fotografia -, que cumprirá, também, um dos pressupostos da sua criação: o de relevar o trabalho de amarantinos cujo talento e curriculum na área da criação artística os distingue.
Entre as imagens oferecidas ao Município contam-se "Os meninos do peão", "Manhã de névoa" e "Pescador e lavadeiras", de algum modo ilustrativas das temáticas por que se interessou o fotógrafo: o rio Tâmega, as gentes (onde predominam as crianças e os velhos), as paisagens e as festas.

## Espaço Cultural | Casa da Granja
Remontando ao final do século XVII, a Casa da Granja foi adquirida em 1855 pelo avô materno do pintor Amadeo de Souza-Cardoso, Francisco José Cardoso, e reformada em 1915 pelo seu pai, José Emídio de Souza-Cardoso.
Esta poderia ter sido a casa de Amadeo de Souza-Cardoso (1887-1918) em Amarante, não tivesse a morte interrompido abruptamente o percurso intenso e o génio indómito daquele que Almada Negreiros proclamou ser “a primeira descoberta de Portugal na Europa do século XX”.
Hoje a Casa da Granja é um Espaço Cultural e Museológico com exposições temporárias, exposições permanentes, uma sala museológica do grande fotógrafo amarantino Eduardo Teixeira Pinto e onde se realizam diversas atividades de âmbito cultural. É gerida pela Associação para a Criação do Museu Eduardo Teixeira Pinto.
É também neste espaço que se encontra sediada a Associação para a Criação do Museu Eduardo Teixeira Pinto.
O fotógrafo Eduardo Teixeira Pinto é um dos nomes maiores da arte fotográfica portuguesa. A sua longa experiência de toda uma vida e o seu olhar poético sobre a realidade fizeram de si um dos melhores e mais galardoados fotógrafos portugueses do século XX. Obteve o Grande Prémio Camões (1960) – uma das mais altas distinções a nível nacional.
Endereço: Casa da Granja
```
         Lugar da Granja, 4600-262 Amarante
```

Horário de funcionamento (até 30 de Setembro de 2017):
• Segunda-feira, quinta-feira e sexta-feira das 14h às 18h
• Sábado das 15h às 18h
• Poderá abrir alguns domingos das 15h às 18h (consultar o horário atualizado todos os domingos em https://www.facebook.com/eduardoteixeirapinto

## Exposição "O prazer de fotografar" na Assembleia da República, com uma amostra de material fotográfico e lançamento de colecção de postais do artista amarantino
A exposição “O Prazer de Fotografar”, na Assembleia da República foi uma exposição representativa da obra de Eduardo Teixeira Pinto que integrou material fotográfico e ocorreu em simultâneo com a lançamento de uma colecção de postais do artista denominada Amarante Romântica.
Inaugurada a 19 de Novembro às 14h30, esta exposição esteve patente até 28 de Novembro. 

## Associação para a criação do museu Eduardo Teixeira Pinto
Sob o lema "Um museu para o Eduardo", foi anunciada pela primeira vez ao público, na Biblioteca Municipal Dr. Albano Sardoeira, em Amarante, uma proposta de Associação dos Amigos do Museu Eduardo Teixeira Pinto, com o objectivo de promover a criação de um futuro espaço museológico e de divulgação cultural com o nome deste fotógrafo amarantino.
A iniciativa decorreu no dia 8 de Junho de 2013, e após uma análise exaustiva à obra Os Últimos, de Eduardo Teixeira Pinto, o fotógrafo Antero de Alda anunciou o projecto de museu e os outros primeiros signatários, professores Anabela Magalhães, Elisabete Costa e Gabriel Vilas Boas.
Na mesa estiveram presentes representantes da família do fotógrafo Eduardo Teixeira Pinto e o senhor presidente da Câmara Municipal de Amarante, Dr. Armindo Abreu.
A ideia do museu foi recebida com entusiasmo pelas personalidades que encheram o auditório.
A Associação para a criação do Museu Eduardo Teixeira Pinto foi constituída em assembleia realizada a 25 de julho de 2013 por um grupo de amigos, que encheram por completo a sala disponibilizada pela Junta de Freguesia de S. Gonçalo e que igualmente aprovaram os estatutos e elegeram os elementos que integrarão os vários órgãos da referida Associação.

## Exposição "O prazer de fotografar"
A exposição itinerante consta de uma selecção de 38 fotografias, premiadas a nível nacional e internacional, do vasto espólio do autor. Tendo estado já patentes em diversos locais teve a sua inaugurada na Biblioteca Municipal Albano Sardoeira (Em homenagem promovida pela Câmara Municipal de Amarante) em 2008. 
Cooperativa Livreira de Estudantes do Porto - UNICEPE 
Biblioteca Municipal de Penafiel 
Biblioteca Municipal de Lousada 
Biblioteca Municipal Almeida Garrett - Porto 
Associação Nacional de Fotógrafos Profissionais nas Caldas da Rainha, com homenagem póstuma
Câmara Municipal de Paredes
Biblioteca Municipal de Valongo
Biblioteca Municipal da Maia 
Biblioteca Municipal de Sto Tirso 
Biblioteca Municipal de Espinho 
Biblioteca Municipal Famalicão 
Biblioteca Municipal de Gondomar
Museu D. Diogo de Sousa - Braga 
Biblioteca de Matosinhos (Integrada na Festa da Poesia 2010) 
Biblioteca Municipal de Valença 
Biblioteca Municipal de Vila Verde 
Biblioteca Municipal de Barcelos 
Biblioteca Municipal de Celorico de Basto 
Casa da Cultura da Trofa 
Biblioteca Municipal de Cascais 
Posto de Turismo da Póvoa de Varzim 
Biblioteca Municipal de Ovar 
Centro Cultural da Nazaré 
CAE - Centro de Artes e Espectáculos da Figueira da Foz 
Biblioteca Municipal de Ponte de Lima 
Clube Literário do Porto 
Biblioteca Municipal de Viseu 
Casa Municipal da Cultura de Coimbra 
Teatro de Vila Real 
Museu Municipal de Esposende 
Biblioteca Municipal Lúcio Craveiro da Silva 
Biblioteca Municipal Fafe 
Museu Municipal Carmen Miranda 
Casa da Cultura de Melgaço 
Teatro Ribeiro Conceição - Lamego 
Biblioteca Municipal de Vale de Cambra 
Biblioteca Municipal de Águeda 
Museu Etnográfico da Praia de Mira 
Biblioteca Municipal de V. N. de Cerveira 
Casa das Artes dos Arcos de Valdevez 
Câmara Municipal de Oliveira do Bairro 
Casa do Curro - Monção 
Biblioteca Municipal de Mondim de Basto 
Antigos Paços do Concelho de Viana do Castelo 
Biblioteca Municipal de Miranda do Douro 
Livraria Traga-Mundos Vila Real
Biblioteca da Escola Secundária Camilo Castelo Branco - Vila Real
Fundação Maurício Penha - Sanfins do Douro 
Biblioteca Municipal do Pombal 
Centro Cultural de Paredes de Coura 
Biblioteca Municipal de São João da Madeira 
Casa da Cultura de Seia 
Casa Museu Abel Salazar 
Centro Cultural de Vila Nova de Foz Côa 
Casa Municipal da Cultura de Mêda 
Museu Municipal Armindo Teixeira Lopes - Mirandela 
Museu Municipal de Paços de Ferreira 
Museu Municipal Soares de Albergaria - Carregal do Sal 
Casa Municipal da Cultura de Cabeceiras de Basto 
Galeria dos Paços de Ourém 
Centro Cultural de Celorico da Beira 
Fundação Jorge Antunes - Vizela 
Átrio dos Paços do Concelho de Ponte da Barca 
Museu Municipal de Oliveira de Frades 
Museu Municipal de Vouzela 
Turismo de Almeida 
Casa do Tempo - Castanheira de Pêra 
Museu Municipal Pe. José Rafael Rodrigues - Vila Pouca de Aguiar 
Galeria João Pedro Veiga - Golegã 
Museu Bernardino Machado 
Palacete dos Viscondes de Balsemão - Porto 
Ecomuseu do Barroso - Casa do Capitão, em Salto 

## Exposição "Sensibilidades"
A exposição itinerante consta de uma selecção de 38 fotografias, premiadas a nível nacional e internacional, do espólio do autor, teve a sua inauguração na Galeria dos Paços do Concelho da Câmara Municipal de Aveiro em 21 de Maio de 2011.
Esteve entretanto exposta nos seguintes locais:
Galeria dos Paços do Concelho da Câmara Municipal de Aveiro 
Posto de Turismo da Póvoa de Varzim 
Biblioteca Municipal de Mira 
CAE - Centro de Artes e Espectáculos da Figueira da Foz 
Casa do Curro - Monção
Biblioteca Municipal de Ponte de Lima
Biblioteca Municipal de Fafe
Museu de Resende
Cineteatro Messias - Mealhada
Biblioteca Municipal Dom Miguel da Silva - Viseu
Biblioteca Municipal de Miranda do Douro
Biblioteca Municipal de Mondim de Basto
Ciclo Cultural da UTAD
Fundação Maurício Penha - Sanfins do Douro 
Livraria Traga-Mundos - Vila Real
Biblioteca Municipal de Guimarães
Centro Cultural de Paredes de Coura
Casa da Cultura Mestre José Rodrigues - Alfândega da Fé
Museu Municipal Prof. Álvaro Viana de Lemos - Lousã
Biblioteca Municipal de Vila Nova de Cerveira
Sala de exposições de V. N. de Foz Côa
Sala de exposições temporárias do Museu Municipal de Vouzela
Sala polivalente da Biblioteca Municipal de Castro Daire
Biblioteca Municipal Miguel Torga - Miranda do Corvo
Museu Armindo Teixeira Lopes - Mirandela
Museu Municipal Manuel Soares de Albergaria - Carregal do Sal
Museu Serpa Pinto - Cinfães
Museu Municipal de Arouca
Casa Municipal da Cultura de Mêda
Biblioteca Municipal de Chaves
Átrio dos Paços do Concelho de Ponte da Barca
Fundação Dionísio Pinheiro e Alice Cardoso Pinheiro em Águeda
Casa Municipal da Cultura Jorge Antunes
Museu Municipal de Oliveira de Frades
Casa do Tempo - Castanheira de Pera
Biblioteca Municipal de Valença

## Exposição "A criança sob o olhar de Eduardo Teixeira Pinto"
A convite da Biblioteca e do pelouro da cultura da Câmara Municipal de Gondomar, para comemoração do mês da criança, foi inaugurada no dia 31 de Maio de 2011 a exposição composta por 27 fotografia a preto e branco dos anos 50, 60 e 70 com o titulo "a criança sob o olhar de Eduardo Teixeira Pinto" que esteve patente até ao dia 30 de Junho de 2011 no auditório da Biblioteca Municipal de Gondomar.
Após a inauguração esteve exposta nos seguintes locais:
Biblioteca Municipal de Gondomar 
Biblioteca Municipal de Amarante 
Biblioteca Municipal Dom Miguel da Silva - Viseu 
Museu Municipal de Esposende 
Biblioteca Municipal de Mira 
CAE - Centro de Artes e Espectáculos da Figueira da Foz 
Biblioteca Municipal de V. N. de Cerveira 
Biblioteca da Escola Secundária Camilo Castelo Branco - Vila Real
Livraria Traga-Mundos - Vila Real
Fundação Maurício Penha - Sanfins do Douro 
Biblioteca Municipal de Miranda do Douro 
m|i|mo - museu da imagem em movimento - Leiria 
Biblioteca Municipal/Centro Cultural de Penacova 
Centro Cultural de Vila Nova de Foz Côa 
Biblioteca Municipal de Penafiel 
Sala de exposições temporárias Guilherme Filipe - Arganil 
Museu Municipal de Ourém 
Museu de Arte Moderna Abel Manta - Gouveia 
Museu Municipal Padre José Rafael Rodrigues - Vila Pouca de Aguiar
Museu Terras de Besteiros - Tondela 
Museu Municipal Manuel Soares de Albergaria - Carregal do Sal
Museu Municipal de Vouzela
Museu Municipal Armindo Teixeira Lopes - Mirandela
Galeria João Pedro Veiga "Edifício Equuspolis" - Golegã
Auditório Municipal de Vila do Conde
Fundação Jorge Antunes em Vizela
Museu Municipal de Oliveira de Frades
Município de Ponte da Barca
Museu Municipal de Paços de Ferreira
Museu Centro de Artes de Figueiró dos Vinhos
Casa do Tempo - Castanheira de Pera

## Exposição "25 de abril na ótica de Eduardo Teixeira Pinto"
Por iniciativa da Câmara Municipal de Amarante, no âmbito das comemorações dos 40 anos do 25 de abril, foi inaugurada no dia 25 de Abril de 2014 a exposição composta por 30 fotografias a preto e branco com o titulo "25 de abril na ótica de Eduardo Teixeira Pinto".
Salão Nobre dos Paços do Concelho da Câmara Municipal de Amarante 

## Exposição "Aos Olhos de Eduardo"
Exposição consta de 70 fotografias do autor, representativas da sua vasta obra, tendo sido organizada em cooperação com a Fundação Vicente Risco - Allariz e o apoio dos Municípios de Amarante e Ourense.
A exposição foi inaugurada em 14 de Junho de 2014, no Museu Municipal de Ourense, após o qual percorrerá outras cidades de Espanha e de Portugal durante dois anos.
No decorrer da inauguração foi assinado um protocolo de cooperação entre a Associação para a criação do Museu Eduardo Teixeira Pinto e a Fundação Vicente Risco.
Museu Municipal de Ourense 
Museu Etnológico de Ribadavia- Igreja da Madalena-Ribadavia
La Fundación Galicia Obra Social (Afundación)- Vigo
Casa da Cultura de Monforte Lemos
PORTAS ÁRTABRAS - Amigos dos Museos de Galicia (Corunha)
Teatro Lauro Olmo (O Barco de Valdeorras)
Pazo De Fonseca - Universidade de Santiago de Compostela
Auditório Municipal de Ponteareas
Museu Municipal Amadeo de Souza-Cardoso
Sociedade Martins Sarmento - Guimarães
Museu do Douro — Peso da Régua

## Exposição "Parque Florestal de Amarante uma obra Centenária"
Por iniciativa da Câmara Municipal de Amarante, integrado na comemoração dos 100 anos de Regime Florestal da Serra do Marão, foi inaugurada no dia 17 de Dezembro a exposição de fotografias a preto e branco com o titulo "Parque Florestal de Amarante uma obra Centenária".
Salão Nobre dos Paços do Concelho da Câmara Municipal de Amarante 
Fundación Rei Alfonso Enriques, em Zamora, Espanha 

## Exposição "Saudades"
Exposição de fotografia de Eduardo Teixeira Pinto composta por 33 fotografias a preto e branco, dos anos 50, 60 e 70 representativas do percurso do autor.
Teve a sua inauguração na Sala de exposições temporárias da Casa da Granja - Amarante - em 19 de agosto de 2017.
Casa da Granja - Amarante
Biblioteca Municipal de Vila Nova de Cerveira